# Ráðhús Reykjavíkur

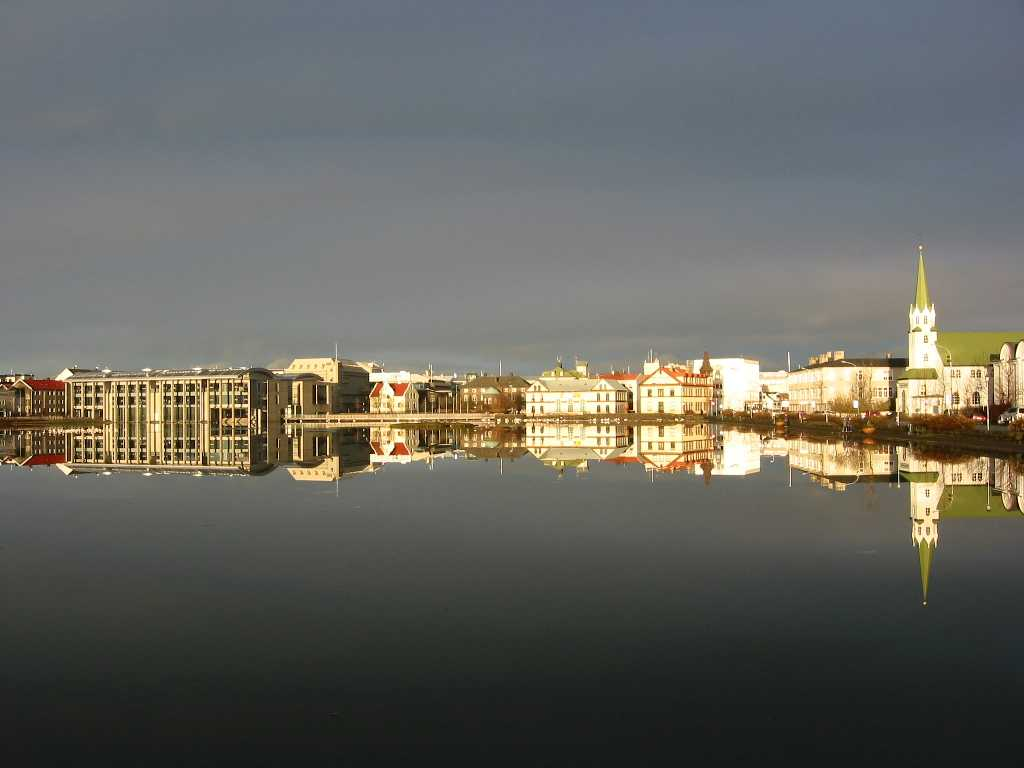
Vy över Reykjavik med rådhuset till vänster i bild.

Ráðhús Reykjavíkur, Reykjaviks rådhus, ligger centralt i staden, invid sjön Tjörnin. I rådhuset finns, förutom kommunförvaltningen, ett kafé, utställningsytor och en stor tredimensionell islandskarta.
Byggnaden färdigställdes 1992 efter en internationell arkitekttävling som vanns av isländska Studio Granda.